# .mw
.mw è il dominio di primo livello nazionale assegnato al Malawi.
Dal 2002 il dominio è gestito dal Malawi Sustainable Development Network Programme (Malawi SDNP).

## Domini di secondo livello
Sono disponibili i seguenti domini di secondo livello:
- .ac.mw
- .co.mw
- .com.mw
- .coop.mw
- .edu.mw
- .gov.mw
- .int.mw
- .net.mw
- .org.mw